# Bond-Gletscher
Der Bond-Gletscher ist ein steiler und stark zerklüfteter Gletscher an der Knox-Küste des ostantarktischen Wilkesland. Er fließt vom kontinentalen Eisschelf zur Blunt Cove am Kopfende der Vincennes Bay, die er westlich des Ivanoff Head erreicht.
Luftaufnahmen, die bei der Operation Highjump (1946–1947) entstanden, dienten seiner Kartierung. Das Advisory Committee on Antarctic Names benannte ihn 1955 nach Charles Alonzo Bond (1904–1989), Kommandeur der Westgruppe bei der Operation Highjump.